# 岩崎安次郎

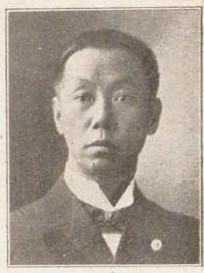
岩崎安治郎

岩崎 安治郎（いわさき やすじろう、1855年1月24日（安政2年12月17日） - 1919年（大正8年）4月29日）は、日本の政治家。衆議院議員（1期）。

## 経歴
大阪府出身。農業を営む。大戸村(のち石切町→枚岡市→東大阪市)会議員、中河内郡会議員、同議長、大阪府会議員、中河内郡教育会副会長となる。
1912年の第11回衆議院議員総選挙において大阪府郡部から中央倶楽部公認で立候補してトップ当選した。衆議院議員を1期務め、1915年の第12回衆議院議員総選挙には立候補しなかった。1919年に死去した。